# Вимислув-Пяскі
Вимислув-Пяскі (пол. Wymysłów-Piaski) — село в Польщі, у гміні Добронь Паб'яницького повіту Лодзинського воєводства.
Населення — 28 осіб (2011).
У 1975-1998 роках село належало до Серадзького воєводства.

## Демографія
Демографічна структура станом на 31 березня 2011 року:
|          | Загалом | Допрацездатний вік | Працездатний вік | Постпрацездатний вік |
| -------- | ------- | ------------------ | ---------------- | -------------------- |
| Чоловіки | 17      | 2                  | 14               | 1                    |
| Жінки    | 11      | 2                  | 6                | 3                    |
| Разом    | 28      | 4                  | 20               | 4                    |